# Schweizer Parlamentswahlen 1893/Resultate Nationalratswahlen

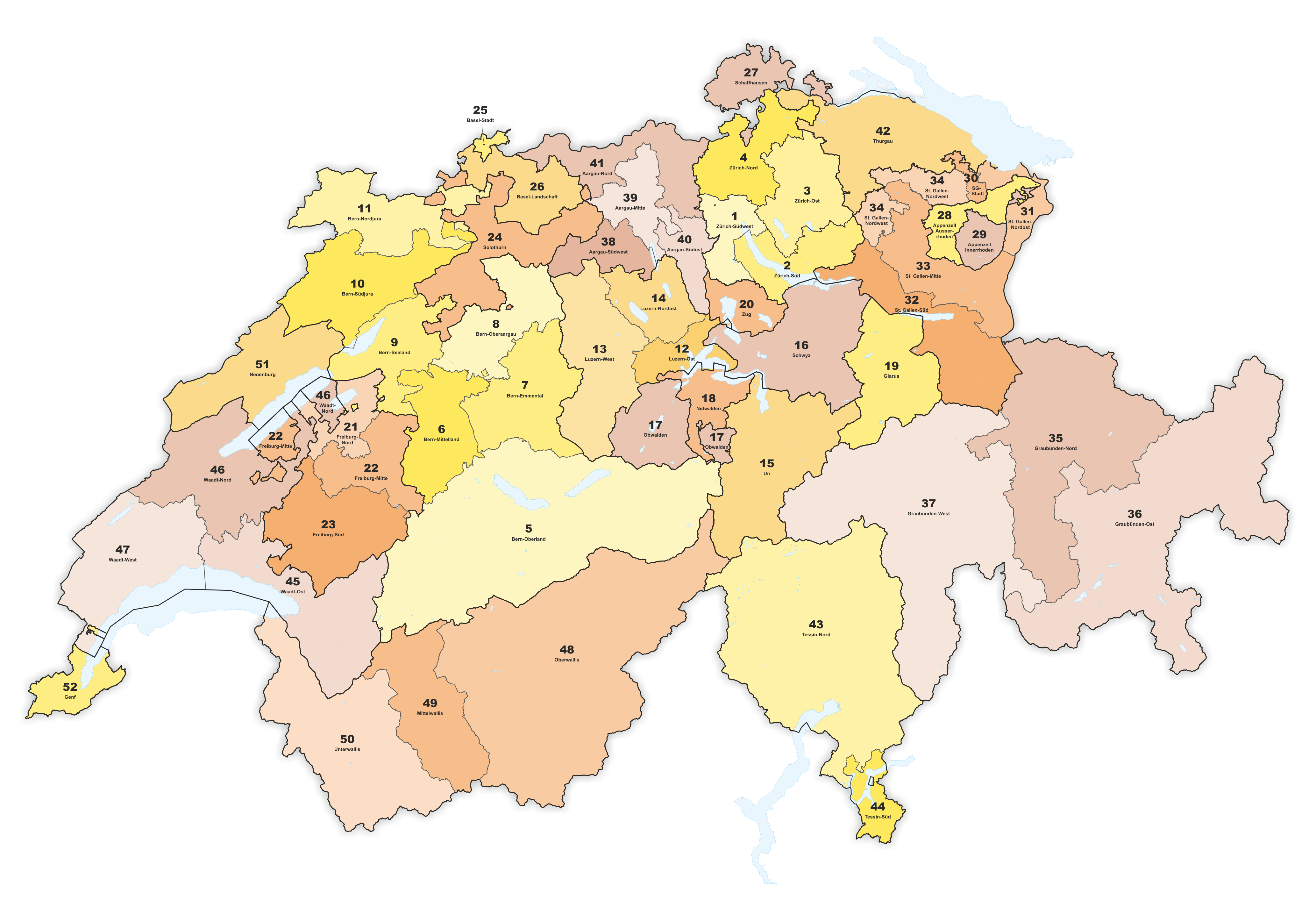
Nationalratswahlkreise von 1890 bis 1902

Die Nationalratswahlen der 16. Legislaturperiode fanden am 29. Oktober 1893 statt. Neu zu besetzen waren 147 Sitze im schweizerischen Nationalrat. Auf dieser Seite findet sich eine Übersicht über die detaillierten Resultate in den Kantonen.

## Erklärungen
Wie bei allen Wahlen vor der Einführung des heute üblichen Proporzwahlrechts im Jahr 1919 gelangte das Majorzwahlrecht zur Anwendung. Das Land war zu diesem Zweck in 52 unterschiedlich grosse Nationalratswahlkreise unterteilt, in denen ein bis sechs Sitze zu vergeben waren. Angewendet wurde die so genannte romanische Mehrheitswahl, bei der ein Kandidat die absolute Mehrheit der abgegebenen Stimmen benötigte, um gewählt zu werden. Jeder Wähler hatte so viele Stimmen, wie Sitze zu vergeben waren. In einzelnen Wahlkreisen waren bis zu drei Wahlgänge notwendig.
- Wahlkreis: Die Wahlkreise waren fortlaufend nummeriert, geordnet nach der Reihenfolge der Kantone in der schweizerischen Bundesverfassung. Aufgrund der wechselnden Anzahl Wahlkreise im Laufe der Jahre erhielten manche mehrmals eine neue Nummer. Deshalb besitzen die weiterführenden Artikel ein Lemma mit einer inoffiziellen geographischen Bezeichnung.
- Gewählte Kandidaten sind fett markiert, nicht gewählte Kandidaten sind kursiv markiert

## Parteien
Eine Zuordnung von Kandidaten zu Parteien und politischen Gruppierungen ist (mit Ausnahme der Sozialdemokraten) nur bedingt möglich, da sie nicht auf offiziellen Parteilisten kandidierten. Der politischen Wirklichkeit des späten 19. Jahrhunderts entsprechend kann man eher von Parteiströmungen oder -richtungen sprechen. Die verwendeten Parteibezeichnungen sind daher eine ideologische Einschätzung.
- FL = Freisinnige Linke (Freisinnige, Radikale, Radikaldemokraten)
- FDP = Freisinnig-Demokratische Partei
- LM = Liberale Mitte (Liberale, Liberaldemokraten)
- KK = Katholisch-Konservative
- ER = Evangelische Rechte (evangelische/reformierte Konservative)
- DL = Demokratische Linke (Demokraten, Demokratische Partei)
- BAB = Bauern- und Arbeiterbund (zur DL-Fraktion gehörend)
- SP = Sozialdemokratische Partei
- BVP = Bernische Volkspartei

## Ergebnisse der Nationalratswahlen

### Kanton Aargau (10 Sitze)
| Wahlkreis | Sitze | Datum            | Wahlbe- rechtigte | Anzahl Wählende | Wahlbe- teiligung | Gewählte und Nichtgewählte                                           | Partei      | Stimmen                 | Anteil                      |
| --------- | ----- | ---------------- | ----------------- | --------------- | ----------------- | -------------------------------------------------------------------- | ----------- | ----------------------- | --------------------------- |
| Nr. 38    | 3     | 29. Oktober 1893 | 10 181            | 8 457           | 83,1 %            | Arnold Künzli Jakob Lüthy Erwin Kurz                                 | FL FL       | 7 453 7 349 7 073       | 96,9 % 95,5 % 91,9 %        |
| Nr. 39    | 3     | 29. Oktober 1893 | 11 261            | 9 190           | 81,6 %            | Max Alphonse Erismann Olivier Zschokke Emil Frey                     | FL FL       | 7 180 7 077 7 060       | 89,8 % 88,6 % 88,4 %        |
| Nr. 40    | 1     | 29. Oktober 1893 | 5 567             | 3 822           | 68,6 %            | Jakob Nietlispach                                                    | KK          | 2 936                   | 90,9 %                      |
| Nr. 41    | 3     | 29. Oktober 1893 | 13 353            | 11 467          | 85,9 %            | Albert Ursprung Emil Albert Baldinger Franz Xaver Widmer Josef Jäger | LM LM KK FL | 9 674 9 657 5 560 5 048 | 88,6 % 88,4 % 50,9 % 46,2 % |

### Kanton Appenzell Ausserrhoden (3 Sitze)
| Wahlkreis | Sitze | Datum            | Wahlbe- rechtigte | Anzahl Wählende | Wahlbe- teiligung | Gewählte und Nichtgewählte                                                   | Partei   | Stimmen                 | Anteil                      |
| --------- | ----- | ---------------- | ----------------- | --------------- | ----------------- | ---------------------------------------------------------------------------- | -------- | ----------------------- | --------------------------- |
| Nr. 28    | 3     | 29. Oktober 1893 | 12 184            | 8 384           | 68,8 %            | Johannes Zuberbühler Johann Conrad Sonderegger Johann Konrad Eisenhut Tobler | LM LM SP | 7 167 6 883 6 364 0 997 | 94,7 % 90,9 % 84,1 % 13,2 % |

### Kanton Appenzell Innerrhoden (1 Sitz)
| Wahlkreis | Sitze | Datum                           | Wahlbe- rechtigte | Anzahl Wählende | Wahlbe- teiligung | Gewählte und Nichtgewählte            | Partei | Stimmen     | Anteil        |
| --------- | ----- | ------------------------------- | ----------------- | --------------- | ----------------- | ------------------------------------- | ------ | ----------- | ------------- |
| Nr. 29    | 1     | 29. Oktober 1893                | 3 012             | 2 681           | 89,0 %            | Karl Justin Sonderegger Adolf Steuble | LM KK  | 1 319 0 957 | 49,8 % 36,1 % |
| Nr. 29    | 1     | 13. November 1893 (2. Wahlgang) | 3 012             | 2 761           | 91,7 %            | Karl Justin Sonderegger Adolf Steuble | LM KK  | 1 600 1 117 | 58,2 % 40,6 % |

### Kanton Basel-Landschaft (3 Sitze)
| Wahlkreis | Sitze | Datum            | Wahlbe- rechtigte | Anzahl Wählende | Wahlbe- teiligung | Gewählte und Nichtgewählte                                            | Partei       | Stimmen                       | Anteil                             |
| --------- | ----- | ---------------- | ----------------- | --------------- | ----------------- | --------------------------------------------------------------------- | ------------ | ----------------------------- | ---------------------------------- |
| Nr. 26    | 3     | 29. Oktober 1893 | 12 872            | 5 789           | 45,0 %            | Johannes Suter Emil Frey Jakob Buser Walter Meyer Ambrosius Rosenmund | FL FL BAB FL | 4 229 3 425 2 988 2 597 2 384 | 75,4 % 61,0 % 53,2 % 46,3 % 42,5 % |
| Nr. 26    | 3     | 21. Januar 1894  | 12 800            | 7 488           | 56,3 %            | Walter Meyer Ambrosius Rosenmund                                      | DL FL        | 4 188 3 031                   | 55,9 % 40,4 %                      |

### Kanton Basel-Stadt (4 Sitze)
| Wahlkreis | Sitze | Datum                           | Wahlbe- rechtigte | Anzahl Wählende | Wahlbe- teiligung | Gewählte und Nichtgewählte                                                                     | Partei         | Stimmen                             | Anteil                                    |
| --------- | ----- | ------------------------------- | ----------------- | --------------- | ----------------- | ---------------------------------------------------------------------------------------------- | -------------- | ----------------------------------- | ----------------------------------------- |
| Nr. 25    | 4     | 29. Oktober 1893                | 13 473            | 7 416           | 55,0 %            | Paul Speiser Ernst Brenner Hermann Kinkelin Emil Bischoff Eduard Eckenstein Eugen Wullschleger | LM DL LM DL SP | 6 014 5 825 4 736 3 002 2 810 2 802 | 81,2 % 78,6 % 63,9 % 40,5 % 37,9 % 37,8 % |
| Nr. 25    | 4     | 5. November 1893 (2. Wahlgang)  | 13 473            | 7 290           | 54,1 %            | Emil Bischoff Eduard Eckenstein Eugen Wullschleger                                             | LM DL SP       | 2 679 2 450 2 141                   | 36,7 % 33,6 % 29,4 %                      |
| Nr. 25    | 4     | 19. November 1893 (3. Wahlgang) | 13 473            | 7 574           | 56,2 %            | Emil Bischoff Eugen Wullschleger Eduard Eckenstein                                             | LM SP DL       | 2 870 2 412 2 288                   | 37,9 % 31,8 % 30,2 %                      |

### Kanton Bern (27 Sitze)
| Wahlkreis | Sitze | Datum                          | Wahlbe- rechtigte | Anzahl Wählende | Wahlbe- teiligung | Gewählte und Nichtgewählte | Partei      | Stimmen                                               | Anteil                                                         |
| --------- | ----- | ------------------------------ | ----------------- | --------------- | ----------------- | --- | ----------- | ----------------------------------------------------- | -------------------------------------------------------------- |
| Nr. 5     | 5     | 29. Oktober 1893               | 21 132            | 14 078          | 66,6 %            | Matthäus Zurbuchen Arnold Gottlieb Bühler Johann Jakob Rebmann Franz Neuhaus Gottfried Feller Johann Frutiger Johann Jakob Schären      | FL FL       | 9 631 9 479 8 216 7 809 5 855 4 638 3 820             | 70,4 % 69,3 % 60,1 % 57,1 % 42,8 % 33,9 % 27,9 %               |
| Nr. 5     | 5     | 4. November 1893 (2. Wahlgang) | 21 132            | 14 538          | 68,8 %            | Gottfried Feller Johann Jakob Schären                                                                                                   | FL FL       | 8 478 5 663                                           | 59,7 % 39,9 %                                                  |
| Nr. 6     | 5     | 29. Oktober 1893               | ca. 20 600        | 11 077          | 53,8 %            | Edmund von Steiger Rudolf Brunner Johann Jenny Eduard Müller Ernst Wyss Johann Burkhard Johann Hirter Albert Steck Friedrich Siebenmann | ER FL ER SP | 9 110 8 917 7 953 7 451 3 899 3 852 3 674 2 386 2 326 | 82,2 % 80,5 % 71,8 % 67,3 % 35,2 % 34,8 % 33,2 % 21,5 % 21,0 % |
| Nr. 6     | 5     | 4. November 1893 (2. Wahlgang) | 19 969            | 9 476           | 47,5 %            | Ernst Wyss Johann Burkhard | ER FL       | 5 183 4 196                                           | 54,7 % 44,3 %                                                  |
| Nr. 7     | 4     | 29. Oktober 1893               | 15 681            | ca. 7 000       | 44,6 %            | Fritz Bühlmann Adolf Müller Gottfried Joost Gottlieb Berger Johann Ulrich Geissbühler Ludwig von May                                    | FL FL ER    | 6 549 6 544 4 588 4 374 2 520 2 479                   | 93,6 % 93,5 % 65,5 % 62,5 % 36,0 % 35,4 %                      |
| Nr. 8     | 4     | 29. Oktober 1893               | 18 477            | ca. 8 920       | 48,3 %            | Ulrich Burkhalter Hans Dinkelmann Emil Moser Gottfried Bangerter Ulrich Dürrenmatt Johannes Egger                                       | BVP FL BVP  | 8 234 8 057 5 954 5 376 4 226 3 842                   | 92,3 % 90,3 % 66,7 % 60,3 % 47,4 % 43,1 %                      |
| Nr. 9     | 4     | 29. Oktober 1893               | 16 017            | ca. 7 500       | 46,8 %            | Eduard Bähler Johannes Zimmermann Eduard Marti Rudolf Häni Hans Mettier                                                                 | FL FL SP    | 5 774 5 515 4 937 4 625 1 728                         | 77,0 % 73,5 % 65,8 % 61,7 % 23,0 %                             |
| Nr. 10    | 3     | 29. Oktober 1893               | 11 609            | 6 849           | 59,0 %            | Pierre Jolissaint Albert Gobat Joseph Stockmar Auguste Agassiz Louis Péteut Frédéric Gehrig                                             | FL FL ER SP | 5 345 4 509 4 089 2 882 1 225 0 912                   | 78,0 % 65,8 % 59,7 % 42,1 % 17,9 % 13,3 %                      |
| Nr. 11    | 2     | 29. Oktober 1893               | ca. 10 700        | ca. 5 000       | 46,7 %            | Joseph Choquard Henri Cuenat | KK FL       | 4 890 3 675                                           | 97,8 % 73,5 %                                                  |

### Kanton Freiburg (6 Sitze)
| Wahlkreis | Sitze | Datum            | Wahlbe- rechtigte | Anzahl Wählende | Wahlbe- teiligung | Gewählte und Nichtgewählte                                            | Partei      | Stimmen                 | Anteil                      |
| --------- | ----- | ---------------- | ----------------- | --------------- | ----------------- | --------------------------------------------------------------------- | ----------- | ----------------------- | --------------------------- |
| Nr. 21    | 2     | 29. Oktober 1893 | 8 851             | 7 380           | 83,4 %            | Louis de Diesbach Constant Dinichert Georges Python Heinrich Scherrer | LM FL KK SP | 3 749 3 722 3 705 3 309 | 51,0 % 50,6 % 50,4 % 45,0 % |
| Nr. 22    | 2     | 29. Oktober 1893 | 9 679             | 4 943           | 51,1 %            | Paul Aeby Louis de Wuilleret                                          | KK KK       | 4 619 4 401             | 95,8 % 91,3 %               |
| Nr. 23    | 2     | 29. Oktober 1893 | 10 488            | 5 146           | 49,1 %            | Louis Grand Alphonse Théraulaz                                        | KK KK       | 4 898 4 868             | 97,5 % 96,9 %               |

### Kanton Genf (5 Sitze)
| Wahlkreis | Sitze | Datum            | Wahlbe- rechtigte | Anzahl Wählende | Wahlbe- teiligung | Gewählte und Nichtgewählte                                                                            | Partei      | Stimmen                                          | Anteil                                           |
| --------- | ----- | ---------------- | ----------------- | --------------- | ----------------- | --- | ----------- | ------------------------------------------------ | ------------------------------------------------ |
| Nr. 52    | 5     | 29. Oktober 1893 | 19 719            | 13 556          | 68,8 %            | Adrien Lachenal Louis Charrière Gustave Ador Alexandre Ramu Jacques Rutty Georges Favon Marc Héridier | FL FL LM FL | 13 128 12 425 11 514 06 931 06 797 06 664 05 696 | 96,8 % 91,6 % 84,9 % 51,1 % 50,1 % 49,1 % 42,0 % |
| Nr. 52    | 5     | 21. Januar 1894  | 19 097            | 5 839           | 30,6 %            | Georges Favon                                                                                         | FL          | 05 238                                           | 89,7 %                                           |

### Kanton Glarus (2 Sitze)
| Wahlkreis | Anzahl Sitze | Datum            | Wahlbe- rechtigte | Anzahl Wählende | Wahlbe- teiligung | Gewählte und Nichtgewählte                                   | Partei   | Stimmen                 | Anteil                      |
| --------- | ------------ | ---------------- | ----------------- | --------------- | ----------------- | ------------------------------------------------------------ | -------- | ----------------------- | --------------------------- |
| Nr. 19    | 2            | 29. Oktober 1893 | 8 211             | 4 573           | 55,7 %            | Kaspar Schindler Rudolf Gallati Emanuel Walcher David Legler | FL LM FL | 3 781 2 281 1 086 0 657 | 87,0 % 52,5 % 25,0 % 15,1 % |

### Kanton Graubünden (5 Sitze)
| Wahlkreis | Sitze | Datum            | Wahlbe- rechtigte | Anzahl Wählende | Wahlbe- teiligung | Gewählte und Nichtgewählte                                                | Partei      | Stimmen                 | Anteil                      |
| --------- | ----- | ---------------- | ----------------- | --------------- | ----------------- | ------------------------------------------------------------------------- | ----------- | ----------------------- | --------------------------- |
| Nr. 35    | 2     | 29. Oktober 1893 | 9 948             | 5 481           | 55,1 %            | Peter Theophil Bühler Matthäus Risch Johann Josef Dedual                  | LM DL KK    | 4 953 4 656 0 949       | 90,8 % 85,3 % 17,4 %        |
| Nr. 36    | 2     | 29. Oktober 1893 | 8 184             | 5 429           | 66,2 %            | Caspar Decurtins Johann Anton Casparis jr. Alfred von Planta Franz Conrad | KK FL ER FL | 4 148 4 070 1 267 1 052 | 76,6 % 75,1 % 23,4 % 19,4 % |
| Nr. 37    | 1     | 29. Oktober 1893 | 4 176             | 2 445           | 58,6 %            | Thomas von Albertini Andreas Vital                                        | LM FL       | 1 228 1 188             | 50,2 % 48,6 %               |

### Kanton Luzern (7 Sitze)
| Wahlkreis | Sitze | Datum            | Wahlbe- rechtigte | Anzahl Wählende | Wahlbe- teiligung | Gewählte und Nichtgewählte                    | Partei | Stimmen           | Anteil               |
| --------- | ----- | ---------------- | ----------------- | --------------- | ----------------- | --------------------------------------------- | ------ | ----------------- | -------------------- |
| Nr. 12    | 2     | 29. Oktober 1893 | 10 262            | 2 377           | 23,2 %            | Hermann Heller Josef Vonmatt                  | FL FL  | 2 227 2 226       | 96,9 % 96,8 %        |
| Nr. 13    | 3     | 29. Oktober 1893 | 12 084            | 3 684           | 30,5 %            | Josef Erni Candid Hochstrasser Theodor Schmid | KK KK  | 3 449 3 437 3 432 | 96,2 % 95,9 % 95,8 % |
| Nr. 14    | 2     | 29. Oktober 1893 | 8 810             | 2 842           | 32,3 %            | Josef Anton Schobinger Franz Xaver Beck       | KK KK  | 2 579 2 576       | 94,6 % 94,5 %        |

### Kanton Neuenburg (5 Sitze)
Zunächst schien es, als seien im ersten Wahlgang vier Personen gewählt worden. Nach einem im Dezember eingereichten Rekurs stellte sich jedoch heraus, dass nur Robert Comtesse das absolute Mehr erreicht hatte. In der Zwischenzeit hatte bereits der zweite Wahlgang um den vermeintlich letzten verbliebenen Sitz stattgefunden. Die übrigen Kandidaten mussten sich einem dritten Wahlgang um die drei annullierten Sitze stellen.
| Wahlkreis | Sitze | Datum                           | Wahlbe- rechtigte | Anzahl Wählende | Wahlbe- teiligung | Gewählte und Nichtgewählte | Partei      | Stimmen                                                        | Anteil                                                         |
| --------- | ----- | ------------------------------- | ----------------- | --------------- | ----------------- | --- | ----------- | -------------------------------------------------------------- | -------------------------------------------------------------- |
| Nr. 51    | 5     | 29. Oktober 1893                | 26 500            | 15 215          | 57,4 %            | Robert Comtesse Charles-Émile Tissot Louis-Alexandre Martin Alfred Jeanhenry Donat Fer Jules Calame Ferdinand Richard Pierre Coullery H. Furrer | FL FL LM SP | 07 650 07 527 07 506 07 467 06 784 05 454 05 313 02 468 02 418 | 50,3 % 49,5 % 49,3 % 49,1 % 44,6 % 35,8 % 34,9 % 16,2 % 15,9 % |
| Nr. 51    | 5     | 12. November 1893 (2. Wahlgang) | 26 500            | 14 901          | 56,2 %            | Donat Fer Jules Calame | FL LM       | 07 679 07 174                                                  | 51,5 % 48,1 %                                                  |
| Nr. 51    | 5     | 14. Januar 1894 (3. Wahlgang)   | 26 774            | 18 014          | 67,3 %            | Louis-Alexandre Martin Charles-Émile Tissot Alfred Jeanhenry Jules Calame Pierre Coullery                                                       | FL FL LM SP | 11 372 10 343 09 971 07 725 01 407                             | 63,1 % 57,4 % 55,3 % 42,9 % 07,8 %                             |

### Kanton Nidwalden (1 Sitz)
| Wahlkreis | Sitze | Datum            | Wahlbe- rechtigte | Anzahl Wählende | Wahlbe- teiligung | Gewählte und Nichtgewählte | Partei | Stimmen | Anteil |
| --------- | ----- | ---------------- | ----------------- | --------------- | ----------------- | -------------------------- | ------ | ------- | ------ |
| Nr. 18    | 1     | 29. Oktober 1893 | 2 846             | 0 703           | 24,7 %            | Hans von Matt sr.          | KK     | 622     | 90,1 % |

### Kanton Obwalden (1 Sitz)
| Wahlkreis | Anzahl Sitze | Datum            | Wahlbe- rechtigte | Anzahl Wählende | Wahlbe- teiligung | Gewählte und Nichtgewählte       | Partei | Stimmen | Anteil        |
| --------- | ------------ | ---------------- | ----------------- | --------------- | ----------------- | -------------------------------- | ------ | ------- | ------------- |
| Nr. 17    | 1            | 29. Oktober 1893 | 3 630             | 843             | 23,2 %            | Peter Anton Ming Nikolaus Durrer | KK LM  | 724 070 | 87,1 % 08,4 % |

### Kanton Schaffhausen (2 Sitze)
| Wahlkreis | Sitze | Datum            | Wahlbe- rechtigte | Anzahl Wählende | Wahlbe- teiligung | Gewählte und Nichtgewählte     | Partei | Stimmen     | Anteil        |
| --------- | ----- | ---------------- | ----------------- | --------------- | ----------------- | ------------------------------ | ------ | ----------- | ------------- |
| Nr. 27    | 2     | 29. Oktober 1893 | 8 025             | 7 339           | 91,5 %            | Wilhelm Joos Robert Grieshaber | FL FL  | 5 162 5 060 | 93,1 % 91,3 % |

### Kanton Schwyz (3 Sitze)
| Wahlkreis | Sitze | Datum            | Wahlbe- rechtigte | Anzahl Wählende | Wahlbe- teiligung | Gewählte und Nichtgewählte                              | Partei | Stimmen           | Anteil               |
| --------- | ----- | ---------------- | ----------------- | --------------- | ----------------- | ------------------------------------------------------- | ------ | ----------------- | -------------------- |
| Nr. 16    | 3     | 29. Oktober 1893 | 12 514            | 2 793           | 22,3 %            | Vital Schwander sr. Fridolin Holdener Nikolaus Benziger | KK KK  | 2 731 2 688 2 673 | 98,4 % 96,9 % 96,4 % |

### Kanton Solothurn (4 Sitze)
| Wahlkreis | Sitze | Datum            | Wahlbe- rechtigte | Anzahl Wählende | Wahlbe- teiligung | Gewählte und Nichtgewählte                                                          | Partei      | Stimmen                             | Anteil                                    |
| --------- | ----- | ---------------- | ----------------- | --------------- | ----------------- | ----------------------------------------------------------------------------------- | ----------- | ----------------------------------- | ----------------------------------------- |
| Nr. 24    | 4     | 29. Oktober 1893 | 19 101            | 9 728           | 50,9 %            | Josef Gisi Albert Brosi Wilhelm Vigier Bernhard Hammer Wilhelm Fürholz Othmar Kully | FL FL LM SP | 9 001 8 402 7 034 6 976 2 912 2 305 | 93,2 % 87,0 % 72,8 % 72,2 % 30,1 % 23,8 % |

### Kanton St. Gallen (11 Sitze)
| Wahlkreis | Sitze | Datum            | Wahlbe- rechtigte | Anzahl Wählende | Wahlbe- teiligung | Gewählte und Nichtgewählte                       | Partei   | Stimmen           | Anteil               |
| --------- | ----- | ---------------- | ----------------- | --------------- | ----------------- | ------------------------------------------------ | -------- | ----------------- | -------------------- |
| Nr. 30    | 2     | 29. Oktober 1893 | 7 776             | 6 036           | 77,6 %            | Karl Emil Wild J. A. Scherrer-Füllemann          | FL DL    | 4 954 4 772       | 91,7 % 88,3 %        |
| Nr. 31    | 2     | 29. Oktober 1893 | 10 583            | 7 693           | 72,7 %            | Johann Gebhard Lutz Christoph Tobler             | KK ER    | 5 834 5 390       | 88,1 % 81,4 %        |
| Nr. 32    | 2     | 29. Oktober 1893 | 9 662             | 6 630           | 68,6 %            | Wilhelm Good Johann Baptist Schubiger            | KK KK    | 4 629 4 477       | 87,0 % 84,1 %        |
| Nr. 33    | 3     | 29. Oktober 1893 | 14 530            | 11 028          | 75,9 %            | Johann Georg Berlinger Carl Hilty Eduard Steiger | FL FL DL | 9 139 9 003 8 392 | 89,8 % 88,4 % 82,4 % |
| Nr. 34    | 2     | 29. Oktober 1893 | 8 931             | 7 126           | 79,8 %            | Johann Joseph Keel Othmar Staub                  | KK KK    | 5 875 5 803       | 95,2 % 94,0 %        |

### Kanton Tessin (6 Sitze)
| Wahlkreis | Sitze | Datum                           | Wahlbe- rechtigte | Anzahl Wählende | Wahlbe- teiligung | Gewählte und Nichtgewählte | Partei         | Stimmen                                               | Anteil                                                         |
| --------- | ----- | ------------------------------- | ----------------- | --------------- | ----------------- | --- | -------------- | ----------------------------------------------------- | -------------------------------------------------------------- |
| Nr. 43    | 2     | 29. Oktober 1893                | 8 863             | 5 572           | 62,9 %            | Achille Borella Leone de Stoppani Giovanni Lurati Silvio Pozzi                                                                              | FL FL KK       | 3 483 3 252 1 769 1 641                               | 62,5 % 58,4 % 31,7 % 29,4 %                                    |
| Nr. 44    | 4     | 29. Oktober 1893                | 22 064            | 12 120          | 54,6 %            | Plinio Bolla Alfredo Pioda Demetrio Camuzzi Germano Bruni Ignazio Polar Tomaso Pagnamenta Carlo Vonmentlen Giuseppe Cattori Francesco Balli | FL FL KK LM    | 6 012 5 857 5 730 5 699 5 362 5 248 5 206 5 177 1 144 | 50,1 % 48,8 % 47,7 % 47,5 % 44,7 % 43,7 % 43,4 % 43,1 % 09,5 % |
| Nr. 44    | 4     | 12. November 1893 (2. Wahlgang) | 20 118            | 13 270          | 66,0 %            | Alfredo Pioda Ignazio Polar Tomaso Pagnamenta Demetrio Camuzzi Giuseppe Cattori Germano Bruni                                               | FL KK FL KK FL | 6 541 6 469 6 458 6 448 6 424 6 413                   | 49,8 % 49,3 % 49,2 % 49,1 % 48,9 % 48,8 %                      |
| Nr. 44    | 4     | 26. November 1893 (3. Wahlgang) | 19 992            | 14 284          | 71,5 %            | Alfredo Pioda Germano Bruni Demetrio Camuzzi Ignazio Polar Tomaso Pagnamenta Giuseppe Cattori                                               | FL FL KK       | 7 149 7 065 6 950 6 902 6 846                         | 50,7 % 50,1 % 50,1 % 49,3 % 49,0 % 48,6 %                      |

### Kanton Thurgau (5 Sitze)
| Wahlkreis | Sitze | Datum            | Wahlbe- rechtigte | Anzahl Wählende | Wahlbe- teiligung | Gewählte und Nichtgewählte                                                                           | Partei   | Stimmen                            | Anteil                             |
| --------- | ----- | ---------------- | ----------------- | --------------- | ----------------- | --- | -------- | ---------------------------------- | ---------------------------------- |
| Nr. 42    | 5     | 29. Oktober 1893 | 23 832            | 14 343          | 60,2 %            | Jakob Huldreich Bachmann Karl Alfred Fehr Friedrich Heinrich Häberlin Gustav Merkle Josef Anton Koch | LM FL DL | 13 826 13 801 13 772 13 391 13 151 | 98,7 % 98,6 % 98,4 % 95,6 % 93,9 % |

### Kanton Uri (1 Sitz)
| Wahlkreis | Sitze | Datum            | Wahlbe- rechtigte | Anzahl Wählende | Wahlbe- teiligung | Gewählte und Nichtgewählte | Partei | Stimmen | Anteil |
| --------- | ----- | ---------------- | ----------------- | --------------- | ----------------- | -------------------------- | ------ | ------- | ------ |
| Nr. 15    | 1     | 29. Oktober 1893 | 4 221             | 1 939           | 45,9 %            | Franz Schmid               | KK     | 1 698   | 94,2 % |

### Kanton Waadt (12 Sitze)
| Wahlkreis | Sitze | Datum            | Wahlbe- rechtigte | Anzahl Wählende | Wahlbe- teiligung | Gewählte und Nichtgewählte                                                                                     | Partei            | Stimmen                                          | Anteil                                           |
| --------- | ----- | ---------------- | ----------------- | --------------- | ----------------- | --- | ----------------- | ------------------------------------------------ | ------------------------------------------------ |
| Nr. 45    | 5     | 29. Oktober 1893 | 25 657            | 12 800          | 49,7 %            | Charles-Eugène Fonjallaz Louis Chausson Charles Boiceau Eugène Ruffy Paul Cérésole Aloys Fauquez Paul Panchaud | FL FL LM FL LM SP | 11 528 11 315 11 264 09 468 09 286 02 893 02 504 | 91,7 % 90,0 % 89,6 % 75,3 % 73,9 % 23,0 % 19,9 % |
| Nr. 46    | 4     | 29. Oktober 1893 | 21 484            | 12 455          | 58,0 %            | Jacques-François Viquerat Louis Déglon Émile Paillard Jean Cavat William Barbey                                | FL FL LM          | 09 488 08 889 08 687 07 875 05 549               | 76,9 % 72,1 % 70,4 % 63,8 % 45,0 %               |
| Nr. 47    | 3     | 29. Oktober 1893 | 15 353            | 6 946           | 45,2 %            | Adrien Thélin Louis-Charles Delarageaz Ernest Decollogny                                                       | FL LM FL          | 06 643 06 610 06 576                             | 96,0 % 95,6 % 95,1 %                             |

### Kanton Wallis (5 Sitze)
| Wahlkreis | Sitze | Datum            | Wahlbe- rechtigte | Anzahl Wählende | Wahlbe- teiligung | Gewählte und Nichtgewählte         | Partei | Stimmen     | Anteil        |
| --------- | ----- | ---------------- | ----------------- | --------------- | ----------------- | ---------------------------------- | ------ | ----------- | ------------- |
| Nr. 48    | 2     | 29. Oktober 1893 | 10 336            | 4 973           | 48,1 %            | Hans Anton von Roten Alfred Perrig | KK KK  | 4 935 4 864 | 99,2 % 97,8 % |
| Nr. 49    | 1     | 29. Oktober 1893 | 5 770             | 2 647           | 45,9 %            | Joseph Kuntschen sr.               | KK     | 2 625       | 99,1 %        |
| Nr. 50    | 2     | 29. Oktober 1893 | 11 210            | 5 375           | 48,0 %            | Émile Gaillard Charles de Werra    | FL KK  | 5 363 4 819 | 99,8 % 89,6 % |

### Kanton Zug (1 Sitz)
| Wahlkreis | Sitze | Datum            | Wahlbe- rechtigte | Anzahl Wählende | Wahlbe- teiligung | Gewählte und Nichtgewählte | Partei | Stimmen | Anteil  |
| --------- | ----- | ---------------- | ----------------- | --------------- | ----------------- | -------------------------- | ------ | ------- | ------- |
| Nr. 20    | 1     | 29. Oktober 1893 | 6 087             | 1 065           | 17,5 %            | Franz Hediger              | KK     | 1 005   | 100,0 % |

### Kanton Zürich (17 Sitze)
| Wahlkreis | Sitze | Datum            | Wahlbe- rechtigte | Anzahl Wählende | Wahlbe- teiligung | Gewählte und Nichtgewählte | Partei               | Stimmen                                          | Anteil                                           |
| --------- | ----- | ---------------- | ----------------- | --------------- | ----------------- | --- | -------------------- | ------------------------------------------------ | ------------------------------------------------ |
| Nr. 1     | 6     | 29. Oktober 1893 | ca. 31 700        | 18 247          | 57,6 %            | Hans Konrad Pestalozzi Conrad Cramer-Frey Carl Theodor Curti Jakob Vogelsanger Johann Jakob Schäppi Ulrich Meister jr. Otto Lang | LM LM DL SP DL LM SP | 13 055 13 044 12 736 12 592 10 556 10 325 03 895 | 91,4 % 84,9 % 75,3 % 61,3 % 28,9 % 18,2 % 14,0 % |
| Nr. 2     | 4     | 29. Oktober 1893 | ca. 20 880        | 15 275          | 73,2 %            | Johann Jakob Abegg Heinrich Hess Johannes Eschmann Hans Wunderly-von Muralt Heinrich Berchtold Heinrich Scherrer August Nägeli   | LM DL LM SP DL       | 10 965 10 184 09 033 07 358 03 468 02 179 01 678 | 91,4 % 84,9 % 75,3 % 61,3 % 28,9 % 18,2 % 14,0 % |
| Nr. 3     | 4     | 29. Oktober 1893 | ca. 21 100        | 16 433          | 77,9 %            | Rudolf Geilinger Ludwig Forrer Albert Locher Albert Kündig Robert Seidel Albert Schmid                                           | DL DL SP LM          | 09 939 09 774 09 668 09 466 02 390 02 367        | 81,5 % 80,1 % 79,3 % 77,6 % 19,6 % 19,4 %        |
| Nr. 4     | 3     | 29. Oktober 1893 | ca. 12 500        | 10 800          | 86,4 %            | Heinrich Steinemann Johannes Moser Friedrich Scheuchzer Heinrich Kern Johann Bertschinger Jakob Moser                            | LM DL LM SP          | 08 313 06 539 05 392 03 292 00 713 00 713        | 91,9 % 72,3 % 59,6 % 36,4 % 07,9 % 07,9 %        |

## Ersatzwahlen bis 1896
Aufgrund von Vakanzen während der darauf folgenden 16. Legislaturperiode fanden in 14 Wahlkreisen 16 Ersatzwahlen statt.
| Wahlkreis / Kanton | Ersatz für               | Datum             | Wahlbe- rechtigte | Anzahl Wählende | Wahlbe- teiligung | Gewählte und Nichtgewählte                       | Partei    | Stimmen              | Anteil               |
| ------------------ | ------------------------ | ----------------- | ----------------- | --------------- | ----------------- | ------------------------------------------------ | --------- | -------------------- | -------------------- |
| Nr. 2 (ZH)         | Johannes Eschmann        | 31. Mai 1896      | 21 592            | 10 390          | 48,1 %            | Heinrich Berchtold Heinrich Scherrer             | LM SP     | 08 101 01 839        | 78,0 % 17,7 %        |
| Nr. 3 (ZH)         | Albert Locher            | 11. Februar 1894  | 21 229            | 15 826          | 74,5 %            | Emil Stadler sr. Albert Schmid                   | FDP LM    | 08 052 04 522        | 50,9 % 28,6 %        |
| Nr. 4 (ZH)         | Friedrich Scheuchzer     | 17. März 1895     | 12 669            | 10 027          | 79,1 %            | Heinrich Kern Jakob Walder                       | FDP DL    | 05 145 04 709        | 51,3 % 47,0 %        |
| Nr. 6 (BE)         | Rudolf Brunner           | 6. Mai 1894       | 22 951            | 10 638          | 46,4 %            | Johann Hirter Albert Steck                       | FDP SP    | 08 108 02 134        | 76,2 % 20,1 %        |
| Nr. 6 (BE)         | Eduard Müller            | 17. November 1895 | ca. 23 500        | 12 166          | 51,8 %            | Jean von Wattenwyl Eduard Lenz                   | LM FDP    | 04 841 03 846        | 39,8 % 31,6 %        |
| Nr. 8 (BE)         | Ulrich Burkhalter        | 11. Februar 1894  | ca. 18 500        | 10 934          | 59,1 %            | Johann Rudolf Steinhauer Ulrich Dürrenmatt       | FDP BVP   | 05 680 05 146        | 52,0 % 47,1 %        |
| Nr. 9 (BE)         | Eduard Marti             | 31. Mai 1896      | ca. 16 000        | ca. 4 646       | 29,0 %            | Jakob Freiburghaus                               | FDP       | 04 297               | 92,5 %               |
| Nr. 11 (BE)        | Joseph Choquard          | 17. November 1895 | ca. 12 400        | ca. 3 900       | 31,5 %            | Casimir Folletête                                | KK        | 03 888               | 99,7 %               |
| Nr. 11 (BE)        | Henri Cuenat             | 10. Mai 1896      | ca. 12 400        | 05 526          | 44,6 %            | Virgile Rossel                                   | FDP       | 05 083               | 92,0 %               |
| Nr. 12 (LU)        | Josef Vonmatt            | 11. November 1894 | 10 930            | 8 064           | 73,8 %            | Josef Leonz Weibel Kaspar Kopp                   | FDP KK    | 04 604 03 289        | 57,1 % 40,8 %        |
| Nr. 14 (LU)        | Franz Xaver Beck         | 7. Oktober 1894   | 08 936            | 03 067          | 34,3 %            | Dominik Fellmann                                 | KK        | 02 945               | 96,0 %               |
| Nr. 42 (TG)        | Jakob Huldreich Bachmann | 23. Februar 1896  | 24 124            | 19 005          | 78,8 %            | Adolf Germann Emil Kollbrunner Alfons von Streng | FDP DL KK | 12 215 04 016 02 577 | 64,3 % 21,1 % 13,6 % |
| Nr. 43 (TI)        | Leone de Stoppani        | 8. September 1895 | 10 039            | 5 630           | 56,1 %            | Romeo Manzoni Giovanni Lurati                    | FDP KK    | 03 186 02 091        | 56,6 % 37,7 %        |
| Nr. 48 (VS)        | Hans Anton von Roten     | 17. Februar 1895  | 10 642            | 6 395           | 60,1 %            | Gustav Loretan                                   | KK        | 05 345               | 83,6 %               |
| Nr. 50 (VS)        | Charles de Werra         | 11. August 1895   | ca. 28 400        | 3 275           | 11,5 %            | Henri Bioley                                     | KK        | 03 215               | 98,2 %               |
| Nr. 51 (NE)        | Donat Fer                | 23. Juni 1895     | 27 089            | 9 954           | 36,7 %            | Jules Calame Numa Droz                           | LM FDP    | 06 418 03 470        | 64,5 % 34,9 %        |

## Quelle
- Erich Gruner: Die Wahlen in den Schweizerischen Nationalrat 1848–1919. Band 3. Francke Verlag, Bern 1978, ISBN 3-7720-1445-3, S. 225–236.